# Black Fury
Black Fury est le nom de plusieurs personnages de comics.

## Miss Fury
La première Black Fury paraît le avril 1941 dans un comic strip dominical distribué par Bell Syndicate et créé par Tarpe Mills.
Originellement appelée Black Fury, elle est renommée Miss Fury, alter ego de Marla Drake. Miss Fury, dénuée de super-pouvoir, porte un justaucorps félin lorsqu'elle combat le crime. Le comic strip Miss Fury est publié jusqu'en 1952. Marvel Comics (alors connu sous le nom de Timely Comics) publie les comic strips dominicaux dans un comic book de 1942 à 1946. En 1979, Archival Press publie à nouveau des anciennes aventures sous la forme de roman graphique avec de nouvelles couvertures par Tarpe Mills.
En 2011, IDW, dans sa collection Library of American Comics, publie une sélection de comic strips couvrant la période 1944-49.

## Black Fury alias John Perry
Le second Black Fury, créé par Dennis Menville et Mark Howell, apparaît dans Fantastic Comics no 17 (avril 1941) de Fox Feature Syndicate.
Black Fury est l'alter ego de John Perry, éditorialiste pour le Daily Clarion. John Perry utilise ses contacts au journal pour obtenir des informations sur la criminalité et la corruption, qu'il combat ensuite dans son costume. Il n'a aucun super-pouvoir. Il est assisté par Chuck Marley, fils d'un policier assassiné. Le personnage Black Fury de Fox apparaît dans huit numéros de Fantastic Comics.

## Black Fury alias Rex King
Le troisième Black Fury paraît dans Super-Magic Comics no 1 (mai 1941), publié par Street & Smith. Aucun artiste n'est crédité pour les scénarios. Black Fury est l'identité secrète de Rex King, un aventurier costumé qui peut glisser sur l'air grâce à un volet semblable à une aile sous les bras de son costume. Il défend les jungles d'Afrique avec l'aide de sa panthère noire Kato.

## Black Fury, la criminelle
La quatrième Black Fury, créée par Matt Baker, débute dans Zoot no 9 (octobre 1947) ; c'est une criminelle qui utilise des panthères noires entrainées pour combattre la déesse de la jungle Rulah. Elle apparaît dans l'histoire intitulée Fangs of Black Fury.

## Black Fury, le cheval
Le cinquième Black Fury apparaît dans Black Fury no 1 (mai 1955) de Charlton Comics ; il s'agit d'un cheval parcourant l'Ouest américain en redressant les torts, qui présente une certaine ressemblance avec celui de la série télévisée Fury diffusée de 1955 à 1960 sur NBC le samedi matin (elle-même adaptée en une série de comic book par Dell Publishing). La publication de Charlton comics contient des dessins de Dick Giordano et de Rocco « Rocke » Mastroserio et comporte 58 numéros.

## Autres apparitions
En 1991, la Miss Fury de Tarpé Mills est ressuscitée dans un mini-série de quatre numéros publiée par Adventure Comics (un label de Malibu Comics).
Dans cette série, le lecteur apprend que cette nouvelle Miss Fury, appelée Marlene Hale, est la petite-fille de la Miss Fury originale. Stéphanie, tante de Marlene, devient aussi une aventurière costumée sous le nom The Black Fury. Une bataille entre elles se termine lorsqu'elles tombent toutes deux dans un récipient de produits chimiques.
Cette version de Miss Fury revient dans les no 10 à no 12 de la série Protectors (en) de Malibu Comics. Black Fury, qui ne souvient plus de son nom à la suite d'un accident, a enlevé le petit-fils du président, Brian O'Brien (autrefois The Clock). Miss Fury aide les Protectors à récupérer le garçon, mais Black Fury réussit à s'échapper.
Miss Fury apparaît ensuite dans les pages de Protectors jusqu'à ce que la série se termine au no 20 en 1994.
En 2008, la Miss Fury originale fait encore une brève apparition lorsque Marvel Comics publie le premier numéro de la série The Twelve (en). Elle est dépeinte comme faisant partie, dans les années 1940, d'une armée de héros costumés déferlant sur Berlin (Allemagne) durant les derniers jours de la Seconde Guerre mondiale.
En avril 2013, Dynamite Entertainment débute la publication d'un comic book avec une version mise à jour de la Miss Fury de l'âge d'or. En avril 2016, ils commencent une série contemporaine avec Corinna Bechko et Jonathan Lau qui relate les "nouvelles" histoires de la Miss Fury de 1942. Cette édition est traduite en français par Graph Zeppelin sous le titre "Miss Fury : Fugue en si mineur" (Miss Fury : The Minor Key).